# Idioma dinak'i

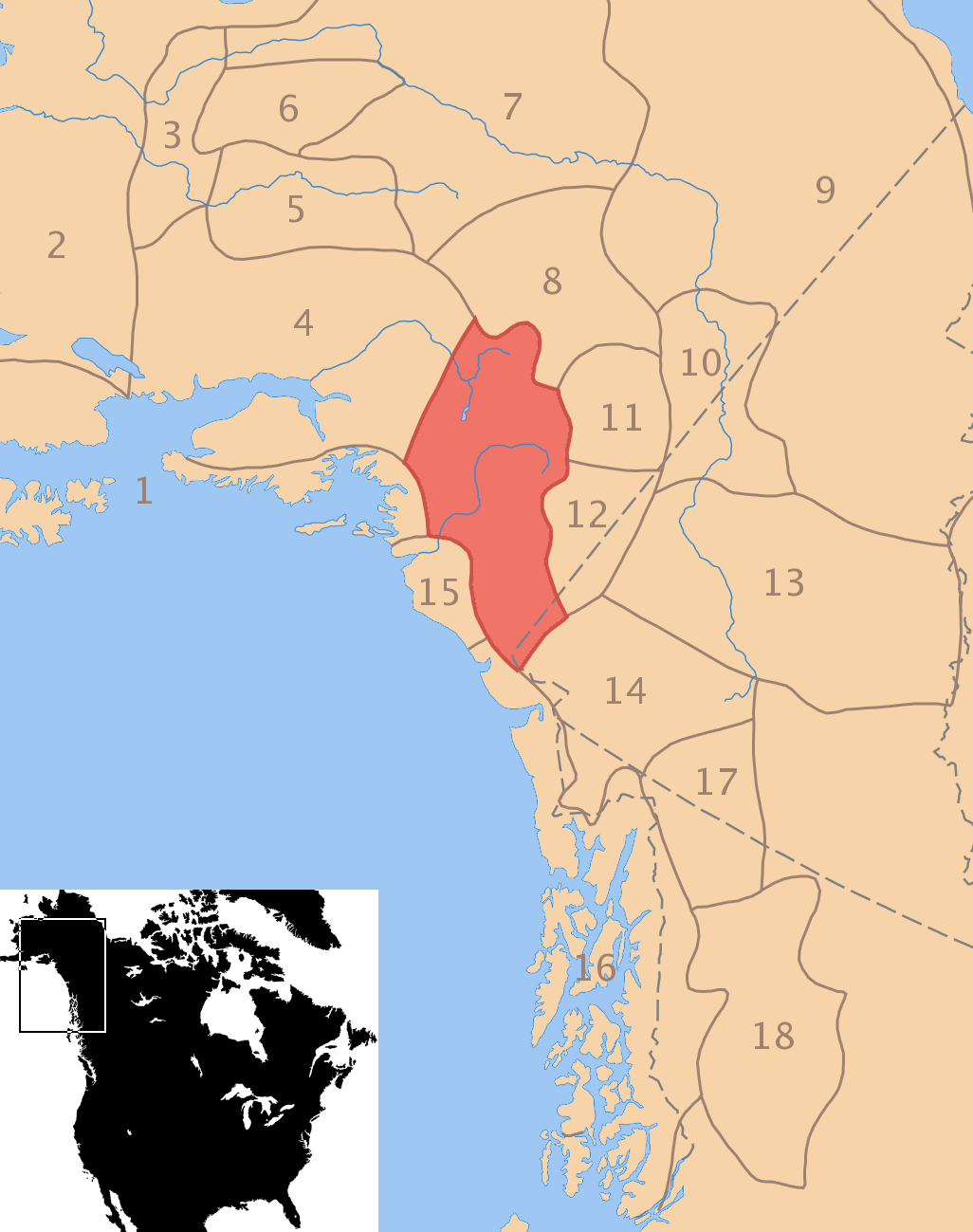
Ahtna

El idioma dinak'i o del alto Kuskokwim es una lengua na-dené que se habla en la cuenca del río Kuskokwim, en Alaska (Estados Unidos). Forma parte del conjunto de lenguas atabascanas de Alaska central-Yukón.

## Denominación
Kuskokwim es una palabra derivada del yupik, se dio a la lengua el nombre del río a lo largo del cual se habla. Otros nombres con los que se conoce a esta lengua son ingalik de Mcgarth (incorrectamente, porque el ingalik o deg xinag es una lengua distinta), goltsan y koltchan. Los hablantes le llaman dinak'i en su propia lengua.  

## Ubicación
Los hablantes de dinak'i se asientan en las localidades de McGrath, Telida y Nikolai, en el centro de Alaska (Estados Unidos). Estas localidades se encuentran en el curso alto del río Kuskokwim.